# Shannonomyia (Shannonomyia) feriata feriata
Shannonomyia (Shannonomyia) feriata feriata is een ondersoort van de tweevleugelige Shannonomyia (Shannonomyia) feriata uit de familie steltmuggen (Limoniidae). De ondersoort komt voor in het Neotropisch gebied.